# أحمد رضا الهندي
السيّد أحمد بن رضا الموسوي الهندي (1902 - 1972) شاعر ومؤلف عراقي في القرن 20 م/ 14 هـ. ولد في النجف وبها نشأ حيث تخرّج من مدارسه الدينية، ونواديها العلمية والأدبية وعن أبيه الشاعر رضا الهندي أخذ أصول العلم وفنون الأدب، فدرس اللغة والفقه والأصول. نظم الشعر مبكّراً وأبدع فيه وأجاد. يعد من العلماء والشعراء النجف في عصره. كتب في مختلف المواضيع ومن مؤلفاته تفسير سورة الأنبياء، في ظل الوحي، قصص الأنبياء وديوان شعره فتنوّعت أغراضه الشعرية. توفي في بغداد ودفن في النجف.

## سيرته
ولد أحمد بن رضا بن محمد بن هشام بن شجاعت علي النقوي الرضوي الموسوي الهندي في النجف 1320 هـ/ 1902 م ونشأ بها. قرأ مقدماته العلمية والأدبية وتلمذ علی والده وعليه تخرج، نظم الشعر مبكراً واجاد فيه ونشر أكثره في الصحف العراقية وأرخ به المناسبات ووقائع عديدة. أقام في المشخاب مرشداً ومبلغاً بمكان والده ثم انتقل إلى بغداد محلة الكريعات واستقر بها.

توفي في بغداد سنة 1392 هـ/ 1972 م ودفن في النجف.

## مؤلفاته
- تفسير سورة الأنبياء
- في ظل الوحي
- قصص الانبياء
- ديوان شعره

## شعره
قال مؤرخا تبرع شاه إيران محمد رضا بهلوي بتزجيج العتبة العلوية وانارتها بالكهرباء سنة 1370 هـ/ 1950 م بقيمة 12000 دينار عراقي تحت اشراف القنصل الإيراني في النجف عبد الفاضل بور وبنظر أحمد المصطفوي: